# Officialprincippet
Officialprincippet eller undersøgelsesprincippet, tidligere kaldet officialmaksimen, er en almindelig retsgrundsætning i forvaltningsretten, der indebærer, at offentlige myndigheder har ansvaret for, at en sag oplyses tilstrækkeligt, inden der træffes afgørelse.
Formålet med officialprincippet er at understøtte, at der træffes materielt lovlige og rigtige afgørelser.
Officialprincippet er en såkaldt garantiforskrift, så hvis en sag er ikke er tilstrækkeligt oplyst, kan det betyde, at afgørelsen er ugyldig. Det kan også betyde, at sagen må genoptages, og de manglende undersøgelser foretages.
Princippet er lovfæstet i § 10 i retssikkerhedsloven, der gælder for sager inden for det sociale område.